# Megachile rufipes
Megachile rufipes är en biart som först beskrevs av Fabricius 1781.  Megachile rufipes ingår i släktet tapetserarbin, och familjen buksamlarbin. Inga underarter finns listade i Catalogue of Life.